# Balon zaporowy

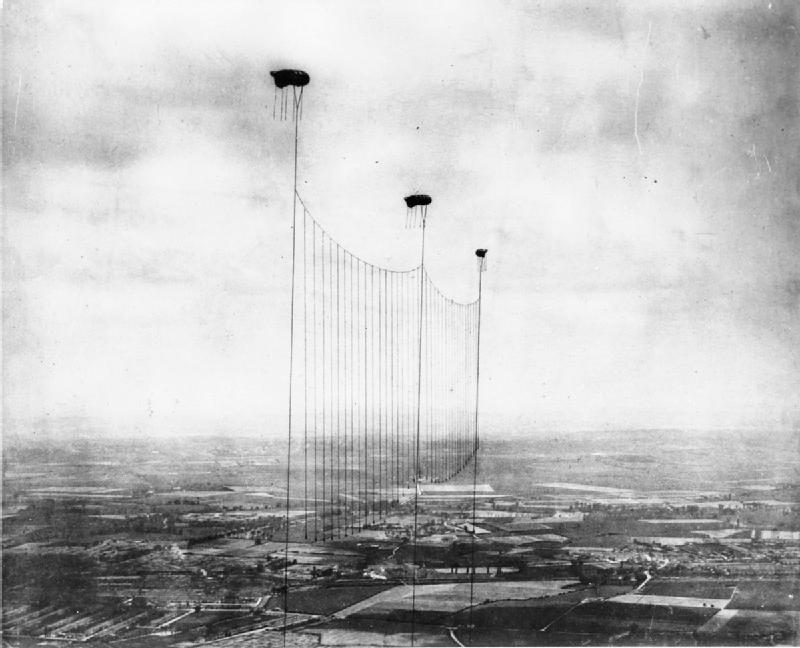
Brytyjskie balony zaporowe nad Londynem podczas I wojny światowej

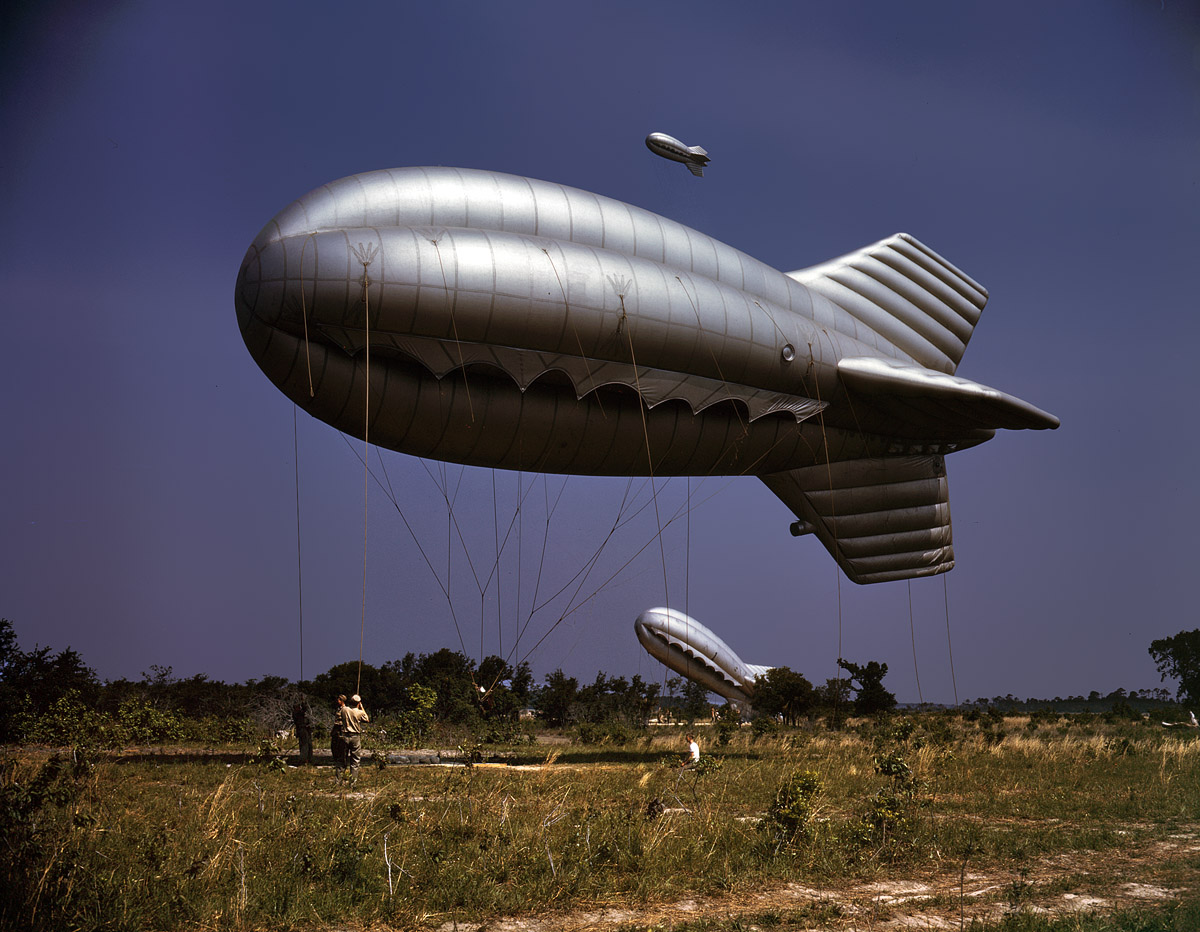
Amerykańskie balony zaporowe w Parris Island w Karolinie Południowej podczas II wojny światowej

Balon zaporowy – bezzałogowy balon na uwięzi, który z systemem lin stalowych stosowano jako zaporę balonową dla wrogich samolotów bombowych. Zapory były ustawiane na określonych wysokościach w celu uniemożliwienia dolotu i wykonania bezpośrednich ataków przez samoloty przeciwnika na ochraniany obiekt lub rejon ze średnich i małych wysokości. Zderzenie z liną miało powodować uszkodzenie samolotu, a przynajmniej utrudnić podejście do celu ataku. Niektóre wersje balonów przenosiły małe ładunki wybuchowe, aby zwiększyć prawdopodobieństwo zniszczenia samolotu. By zwiększyć wysokość zapory, balony ustawiano niekiedy w dwóch rzędach (jeden nad drugim – tak zwany układ tandemowy), dzięki czemu zapora balonowa wznosiła się na wysokość aż 4000 metrów.
Balony zaporowe stosowane były w okresie II wojny światowej jako osłona ważnych celów, na przykład baz wojskowych, węzłów komunikacyjnych czy dużych miast przed bombardowaniem przez lotnictwo wojskowe, między innymi w systemie obrony przeciwlotniczej Londynu podczas bitwy o Anglię.

## II wojna światowa
1 listopada 1938 zostało utworzone brytyjskie dowództwo balonów RAF-u, w celu ochrony miast i strategicznych obszarów, takich jak obszary przemysłowe czy porty. Balony zaporowe zostały przeznaczone do ochrony przed bombowcami nurkującymi na pułapie poniżej 1500 metrów, zmuszając je do lotu wyżej, w zasięgu skupionego ognia obrony przeciwlotniczej. Artyleria przeciwlotnicza była mało skuteczna w trafianiu bardzo szybko przelatujących samolotów, na bardzo niskim pułapie. Bombardowanie w locie nurkowym cechowało się w tym okresie najwyższą celnością. Bombowiec nurkujący podczas ataku nurkował pod stromym kątem w kierunku celu, po czym na niewielkiej wysokości zrzucał bomby i nad ziemią wychodził z lotu nurkowego. Zwolnione bomby leciały dalej w kierunku celu, na który wcześniej nurkował samolot i w ten sposób znacznie łatwiej było precyzyjnie określić ich tor lotu.
W połowie 1940 nad Wielką Brytanią znajdowało się 1400 balonów zaporowych, z czego jedna trzecia nad Londynem.
Podczas gdy bombowce nurkujące były skuteczne w ataku na niebronione cele, jak na przykład Guernica lub Rotterdam, były wrażliwe na atak samolotów myśliwskich. Balony dowiodły swej małej skuteczności przeciwko niemieckim samolotom bombowym operującym na wysokim pułapie, które zastąpiły bombowce nurkujące. Jednak mimo tego były wciąż produkowane, aż osiągnęły liczbę około 3000 sztuk w 1944. Dowiodły średniej skuteczności przeciwko pociskom manewrującym V-1, które zazwyczaj latały na pułapie 600 metrów lub niższym, jednak posiadały na skrzydłach przecinaki drutu. Oficjalne statystyki podają liczbę 231 sztuk V-1 zniszczonych przez balony zaporowe.
Wiele bombowców było wyposażonych w urządzenia do przecinania lin balonów. Brytyjczycy używali dużej ilości balonów zaporowych, dlatego Niemcy opracowali odpowiednie przecinaki do drutu, umieszczone na krawędziach natarcia skrzydeł samolotów.
Balony zaporowe służyły od czerwca 1944 jako osłona Londynu przed pociskami V-1 (w osłonie brytyjskiej stolicy brała udział Polska Eskadra Balonowa).

## Wady
Balony zaporowe potrafiły również przysporzyć szkód. W 1942 kanadyjskie i amerykańskie siły zbrojne rozpoczęły razem operację ustawiania balonów zaporowych na wspólnej granicy, na Wielkich Jeziorach. Podczas ciężkich sztormów w sierpniu i październiku 1942 niektóre balony urwały się z uwięzi i swymi stalowymi linami spowodowały zwarcia w liniach elektroenergetycznych napowietrznych, a w ich wyniku wysokie straty w gospodarce.